# Jiwaru Days
"Jiwaru Days" (ジワるDAYS) é o 55º single do grupo de idols japonês AKB48. Foi lançado no Japão pela King Records em 13 de março de 2019, em sete versões. A integrante do single, Rino Sashihara, foi a artista central. Ele estreou em primeiro lugar no Oricon Singles Chart e no Billboard Japan Hot 100, com mais de 1,4 milhão de unidades vendidas no Japão em sua primeira semana. 

## Desempenho comercial
"Jiwaru Days" é o 48º single consecutivo do AKB48 a ser lançado em primeiro lugar, e o 36º single consecutivo do grupo a vender mais de um milhão de cópias. Isso fez com que a banda ficasse em segundo lugar apenas com B'z em termos de artistas de sucesso no Japão.  Apesar disso, isso foi considerado médio em termos de vendas passadas do AKB48, que foi atribuído ao cancelamento da eleição geral do grupo para 2019, o que dá aos fãs a oportunidade de votar em seu cantor favorito do grupo para enfrentar os próximos projetos.  

## Lista de músicas
| Tipo A |                                                                                          |         |  |
| N.º    | Título                                                                                   | Duração |  |
| 1.     | "Jiwaru Days" (ジワるDAYS)                                                               |         |  |
| 2.     | "Watashi Datte Idol!" (私だってアイドル!; Eu também sou um ídolo!) (Rino Sashihara solo) |         |  |
| 3.     | "Generation Change"                                                                      |         |  |
| 4.     | "Jiwaru Days" (off vocal version)                                                        |         |  |
| 5.     | "Watashi Datte Idol!" (off vocal version)                                                |         |  |
| 6.     | "Generation Change" (off vocal version)                                                  |         |  |

| Tipo B |                                                                                          |         |  |
| N.º    | Título                                                                                   | Duração |  |
| 1.     | "Jiwaru Days" (ジワるDAYS)                                                               |         |  |
| 2.     | "Watashi Datte Idol!" (私だってアイドル!; Eu também sou um ídolo!) (Rino Sashihara solo) |         |  |
| 3.     | "Hatsukoi Door" (初恋ドア; Porta do Primeiro Amor) (SakamichiAKB)                        |         |  |
| 4.     | "Jiwaru Days" (off vocal version)                                                        |         |  |
| 5.     | "Watashi Datte Idol!" (off vocal version)                                                |         |  |
| 6.     | "Hatsukoi Door" (off vocal version)                                                      |         |  |

| Tipo C |                                                                                                  |         |  |
| N.º    | Título                                                                                           | Duração |  |
| 1.     | "Jiwaru Days" (ジワるDAYS)                                                                       |         |  |
| 2.     | "Watashi Datte Idol!" (私だってアイドル!; Eu também sou um ídolo!) (Rino Sashihara solo)         |         |  |
| 3.     | "Hitsuzensei" (必然性; Inevitabilidade) (IZ4648 - AKB48 part. Nogizaka46, Keyakizaka46 e Iz One) |         |  |
| 4.     | "Jiwaru Days" (off vocal version)                                                                |         |  |
| 5.     | "Watashi Datte Idol!" (off vocal version)                                                        |         |  |
| 6.     | "Hitsuzensei" (off vocal version)                                                                |         |  |

| Theater edition |                                                                                          |         |  |
| N.º             | Título                                                                                   | Duração |  |
| 1.              | "Jiwaru Days" (ジワるDAYS)                                                               |         |  |
| 2.              | "Watashi Datte Idol!" (私だってアイドル!; Eu também sou um ídolo!) (Rino Sashihara solo) |         |  |
| 3.              | "Okujō Kara Sakebu" (屋上から叫ぶ; Gritando do telhado) (Sucheese)                       |         |  |
| 4.              | "Jiwaru Days" (off vocal version)                                                        |         |  |
| 5.              | "Watashi Datte Idol!" (off vocal version)                                                |         |  |
| 6.              | "Okujō Kara Sakebu" (off vocal version)                                                  |         |  |

## Desempenho nas paradas musicais

### Paradas semanais
| Gráfico (2019)        | Melhor posição |
| --------------------- | -------------- |
| Japão (Japão Hot 100) | 1              |
| Japão (Oricon)        | 1              |

### Paradas anuais
| Gráfico (2019)        | Melhor posição |
| --------------------- | -------------- |
| Japão (Japão Hot 100) | 2              |

## Vendas e Certificações
| Região                                              | Certificação | Vendas    |
| --------------------------------------------------- | ------------ | --------- |
| Japão (RIAJ)                                        | Milhão       | 1,000,000 |
| *números de vendas baseados somente na certificação |              |           |